# Quận Daviess, Missouri
Quận Daviess là một quận thuộc tiểu bang Missouri, Hoa Kỳ. Theo điều tra dân số năm 2000 của Cục điều tra dân số Hoa Kỳ, quận có dân số 8016 người 2. Quận lỵ đóng ở Gallatin6 Quận được tổ chức năm 1836 và được đặt tên theo Joseph Hamilton Daviess của Kentucky, người đã tử trận năm 1811 trong trận Tippecanoe

## Địa lý
Theo Cục điều tra dân số Hoa Kỳ, quận có tổng diện tích km2, trong đó có km2 là diện tích mặt nước.

## Thông tin nhân khẩu
Theo điều tra dân số 2 năm 2000, quận đã có dân số 8.016 người, 3.178 hộ gia đình, và 2.265 gia đình sống trong quận hạt. Mật độ dân số là 14 người trên một dặm vuông (5/km ²). Có 3.853 đơn vị nhà ở với mật độ trung bình 7 trên một dặm vuông (3/km ²). Cơ cấu dân tộc của cư dân sinh sống ở quận này bao gồm 98,68% người da trắng, 0,05% da đen hay Mỹ gốc Phi, 0,39% người Mỹ bản xứ, 0,07% châu Á, Thái Bình Dương 0,19%, 0,21% từ các chủng tộc khác, và 0,41% từ hai hoặc nhiều chủng tộc. 0,69% dân số là người Hispanic hay Latino thuộc một chủng tộc nào.
Có 3.178 hộ, trong đó 31,50% có trẻ em dưới 18 tuổi sống chung với họ, 60,80% là đôi vợ chồng sống với nhau, 7,50% có một chủ hộ nữ và không có chồng, và 28,70% là không lập gia đình. 25,70% hộ gia đình đã được tạo ra từ các cá nhân và 13,20% có người sống một mình 65 tuổi hoặc cao tuổi hơn. Cỡ hộ trung bình là 2,50 và cỡ gia đình trung bình là 3.02.
Trong dân số đã đạt mức trải ra với 27,00% dưới độ tuổi 18, 7,60% 18-24, 24,10% 25-44, 23,70% từ 45 đến 64, và 17,60% từ 65 tuổi trở lên. Độ tuổi trung bình là 39 năm. Đối với mỗi 100 nữ có 92,90 nam giới. Đối với mỗi 100 nữ 18 tuổi trở lên, đã có 90,90 nam giới.
Thu nhập trung bình cho một hộ gia đình trong đã đạt mức USD 30.855, và thu nhập trung bình cho một gia đình là USD 35.585. Phái nam có thu nhập trung bình USD 24.888 so với 18.397 USD của phái nữ. Thu nhập bình quân đầu người là 15.953 USD. Có 11,40% gia đình và 15,20% dân số sống dưới mức nghèo khổ, bao gồm 21,30% những người dưới 18 tuổi và 13,20% của những người 65 tuổi hoặc hơn.
10,80% những người dưới 18 tuổi và 75,20% của những người 65 tuổi hoặc hơn. 